# Билбасівка
Билбасі́вка — селище Слов'янської міської громади Краматорського району Донецької області, України. Розташоване на Сухому Торці (басейн Дону), за 4 км на захід від залізничної станції Слов'янськ. 6,3 тисяч мешканців.

## Географічне розташування
Селище знаходиться на березі річки Сухий Торець.
За чотири кілометри від Билбасівки розташована станція Донецької залізниці Слов'янськ. Неподалік проходить автомобільна траса — європейський маршрут E40.
Неподалік від Билбасівки знаходиться Донецький рибний комбінат.

## Історія
Билбасівка виникла як козацька слобода у 1670 році. Засновником, який дав ім'я слободі, був козак Билбас.
У 1858—1919 роках у Билбасівці стояла Преображенська церква.
Як селище міського типу Билбасівка з'явилася у 1938 році. Тоді чисельність населення селища складала 3190 людей. Населення Билбасівки у 1969 році становило 9500 жителів. У 1999 році — 7100 жителів.
20 квітня 2014 року під час першого значного бою добровольців ПС з терористами на блокпосту під селом Билбасівка загинув вояк Михайло Станіславенко.

## Населення

### Мова
Розподіл населення за рідною мовою за даними перепису 2001 року:
| Мова            | Кількість | Відсоток |
| --------------- | --------- | -------- |
| українська      | 6199      | 90.76%   |
| російська       | 513       | 7.52%    |
| циганська       | 84        | 1.23%    |
| угорська        | 15        | 0.22%    |
| білоруська      | 5         | 0.07%    |
| польська        | 1         | 0.01%    |
| інші/не вказали | 13        | 0.19%    |
| Усього          | 6830      | 100%     |

## Сьогодення
Залізнична середня школа, школа робітничої молоді, клуб. В районі смт вирощують зернові культури, розвинуте м'ясо-молочне тваринництво. Є поклади крейди. Наразі Билбасівка — частина Слов'янської об'єднаної територіальної громади.

## Персоналії
- Добровольський Олександр Борисович (1970 — 2021) — історик, учасник російсько-української війни, дослідник українського руху на Донеччині.
- Колосович Людмила Леонідівна (нар. 1963) — театральна режисерка, актриса. Заслужена артистка України (1996). Премія СТДУ (1991).
- Майборода Сергій Григорович (1971 — 2019) — старший матрос Збройних сил України, учасник російсько-української війни.
- Міщенко Григорій Андрійович (нар. 17 січня 1909) — льотчик-випробувач, кавалер орденів Леніна і Червоної Зірки[9].